# Truppenübungsplatz Lamsdorf

Wehrpflichtige Rekruten im Januar 1916 während ihrer Ausbildung im Neisselager, ganz links Wilhelm Pieck

Der Truppenübungsplatz Lamsdorf lag in der Nähe des schlesischen Ortes Lamsdorf (bis 1930 Lammsdorf).

## Geschichte
Im Jahre 1860 stellte das preußische Militärministerium den Bedarf für ein neues Übungsgelände für die Artillerie der 6. schlesischen Brigade aus Breslau fest. Zum Zwecke der Einrichtung des Truppenübungsplatzes kaufte das Ministerium über 330 Hektar Land nahe der Stadt Neisse. Das Gelände lag zwischen den Ortschaften Schaderwitz – Kleuschnitz – Jacobsdorf – Guschwitz – Sabine -Wiershel in der Umgebung von Lammsdorf. Die Landankäufe dauerten bis 1862. Das erste Manöver auf dem neuen Übungsplatz, der „Truppenübungsplatz Neisse“ genannt wurde, fand im Sommer 1864 statt. Ab September 1870 wurde auf dem Platz ein Kriegsgefangenenlager für französische Kriegsgefangene eingerichtet. Auch im Ersten Weltkrieg wurden Kriegsgefangenenlager auf dem Gelände errichtet. Der Truppenübungsplatz diente außerdem als Rekrutenlager für die Ausbildung von neu einberufenen Wehrpflichtigen. Nach dem Ersten Weltkrieg wurde der Truppenübungsplatz aufgegeben und erst in den 1930er Jahren unter der Bezeichnung „Truppenübungsplatz Lamsdorf“ neu eingerichtet.
Im Zweiten Weltkrieg wurden auf dem Gelände 1940 folgende große Kriegsgefangenenlager errichtet:
- Stalag VIII B mit 3.000 britischen Gefangenen (auch Britenlager genannt)
- Stalag VIII F Lamsdorf mit 200.000 sowjetischen Gefangenen (auch Russenlager genannt)

1945 wurde das Gelände von der Roten Armee erobert. Von 1945 bis 1946 bestand am Ort ein Internierungslager für tausende deutsche Zivilisten aus der Umgebung.
Von 1946 bis ins Jahr 2000 nutzte das polnische Militär den Truppenübungsplatz. Seit 2002 ist das Areal eine Gedenkstätte.